# Be my guest (пісня Гайтани)
«Be my guest» (укр. Будь моїм гостем) — пісня української співачки Гайтани, з якою вона представляла Україну на пісенному конкурсі Євробачення 2012, який проходив у Баку. За результатами другого півфіналу, який відбувся 24 травня, композиція пройшла до фіналу. У фіналі пісня набрала 65 балів і посіла 15 місце.